# Список легіонерів «Арсенала» (Київ)

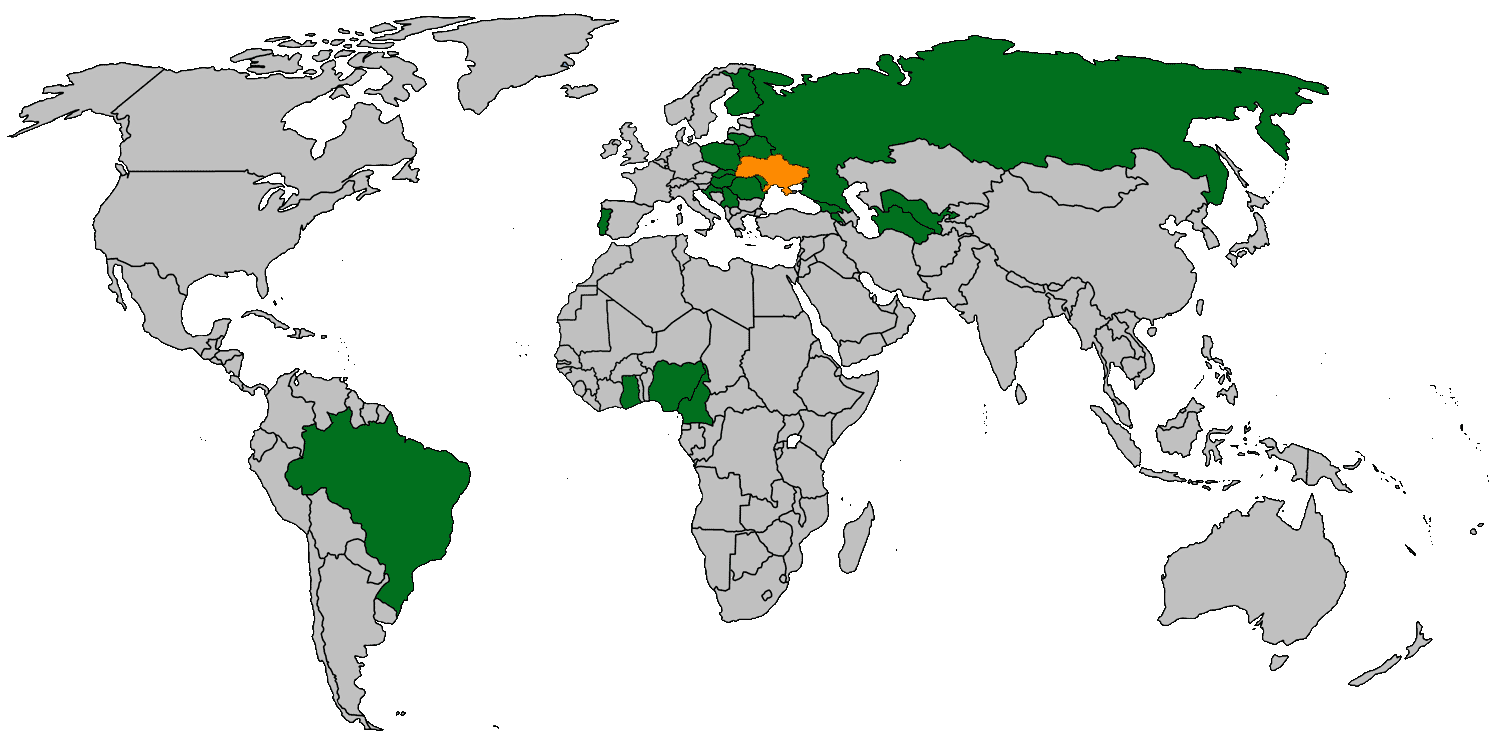
За час існування «Арсенала» його честь захищали представники 23 країн

Список легіонерів ФК «Арсенал» (Київ) — список усіх легіонерів (як футболістів, так і тренерів) київського «Арсенала», які представляли клуб протягом усієї історії його існування (з початку другого кола сезону 2001/02 до завершення осінньої частини сезону 2013/14).
Найбільше матчів серед футболістів-іноземців у чемпіонаті провели нападники: Еммануель Окодува — 100 ігор у 2002–2006 роках, Максим Шацьких — 95 поєдинків чемпіонату в 2010–2013 роках та Йонуц Мазілу — 87 матчів у сезонах 2009–2013. Ці ж футболісти є й найкращими бомбардирами команди. Лідирує у цій номінації все той же Окодува — 32 забиті м'ячі у чемпіонатах в складі «Арсеналу». В розіграшах національного кубка рекордсменами-«гвардійцями» є Максим Шацьких та нігерієць Окодува, що провели у складі «каштанчиків» 9 та 10 поєдинків відповідно, останньому з них належить і звання найвлучнішого — 6 автографів у воротах суперників. За всю історію клубу в складі «канонірів» був лише один воротар-легіонер — Александру Кірілов — але і він не провів жодної гри в чемпіонаті. Нерідко іноземцям клубу була довірена честь виводити команду на поле з капітанською пов'язкою: найчастіше такої честі було удостоєно Андрія Островського та Максима Шацьких.
Список країн, представники яких захищали кольори київського клубу, налічує 23 держави, включаючи Україну. Найбільше легіонерів «Арсенала» мали російське громадянство — 11, однак лише один з них (Андрій Єщенко) провів у складі команди більше 50 матчів. Представник Чорногорії Янко Симович брав участь лише у єврокубкових матчах та поєдинках Кубка України, не зігравши в чемпіонаті жодної гри, а молдаванин Александру Кірілов провів лише один матч у Кубку України. Окрім того, до списку внесено трьох футболістів (словак Франтішек Ганц, росіянин Євген Кубрак та представник Молдови Йон Жардан), що перебували у клубі на контракті, однак не провели на полі жодної хвилини.
Усі футболісти подані за громадянством, починаючи з гравця, що зіграв найбільше матчів за клуб. У кількості матчів, проведених гравцями, враховані поєдинки сезону 2013–2014, який команда так і не дограла, та єврокубковий матч проти «Мури 05», у якому «Арсеналу» було зараховано технічну поразку через участь дискваліфікованого футболіста Еріка Матуку.

## Перелік футболістів-легіонерів

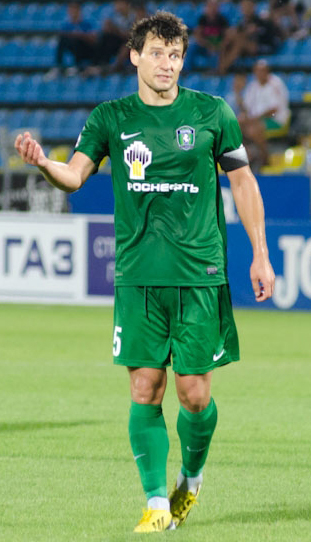
Сергій Омельянчук

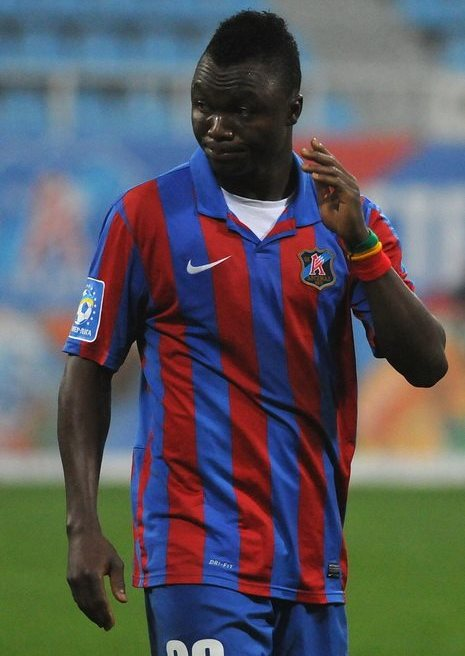
Домінік Адія

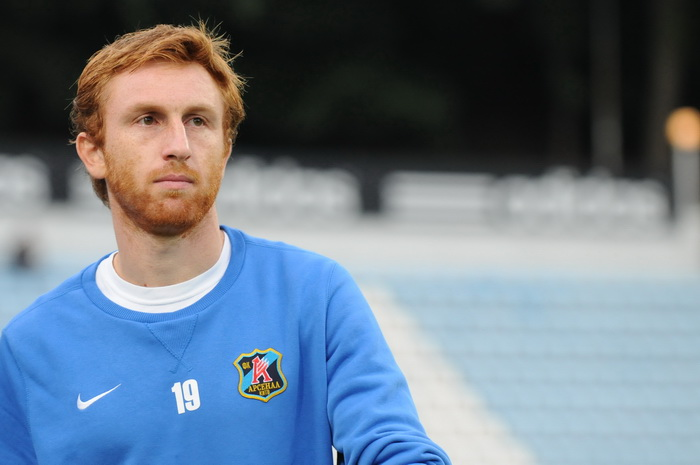
Олександр Кобахідзе

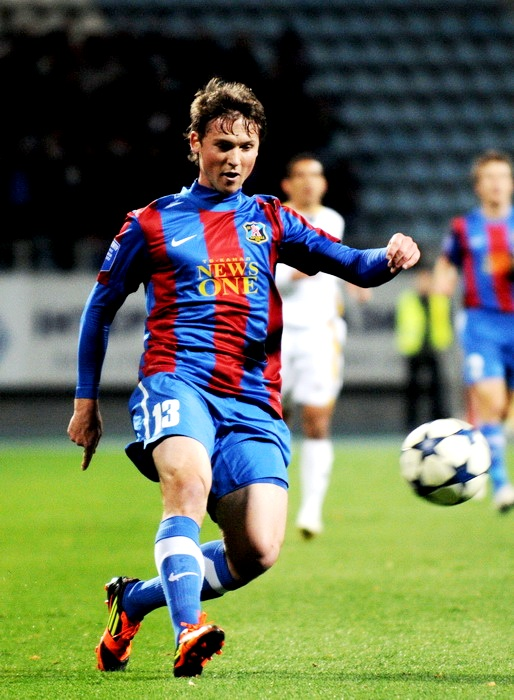
Саулюс Міколюнас

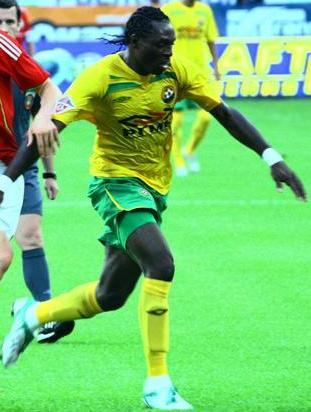
Еммануель Окодува

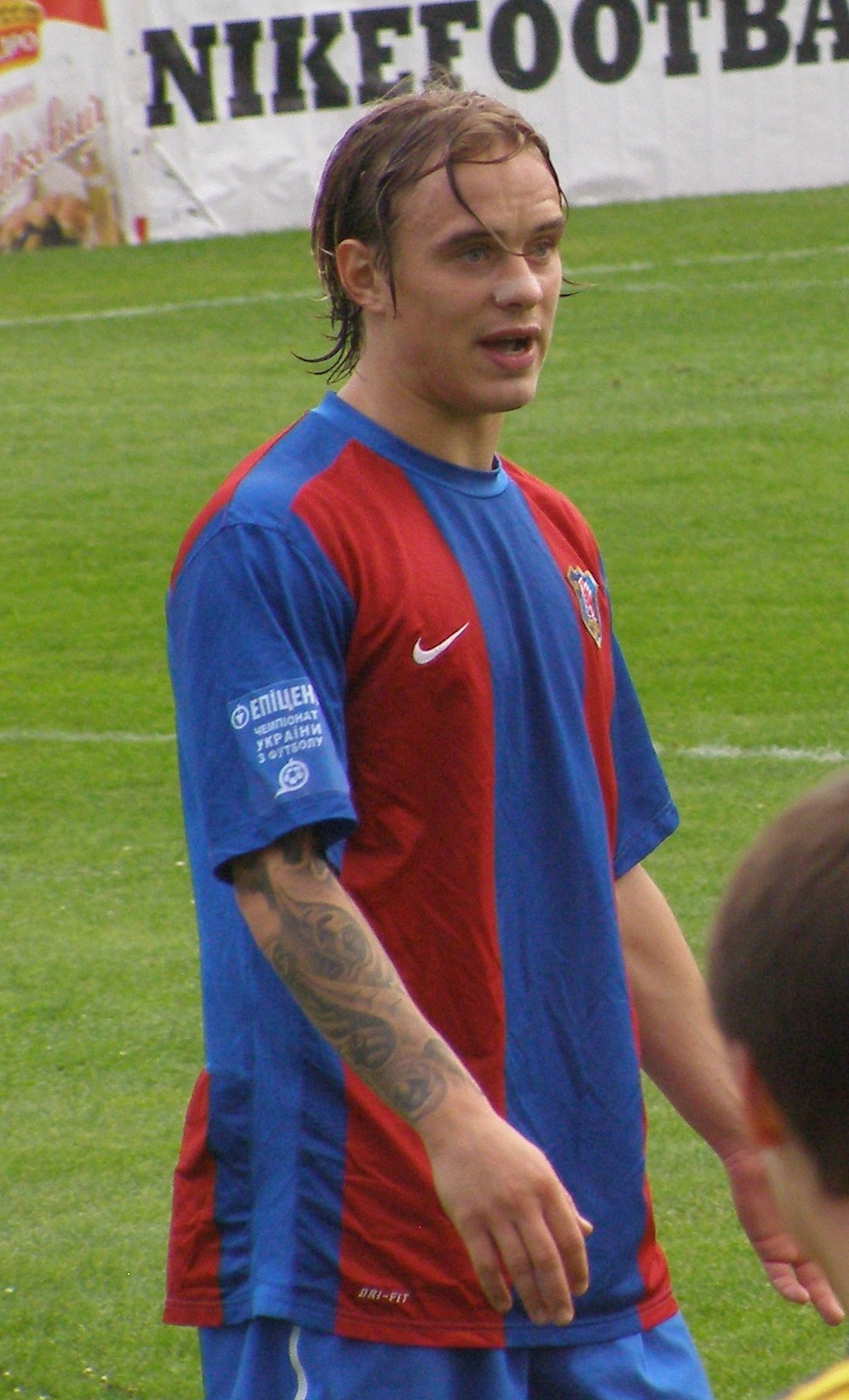
Андрій Єщенко

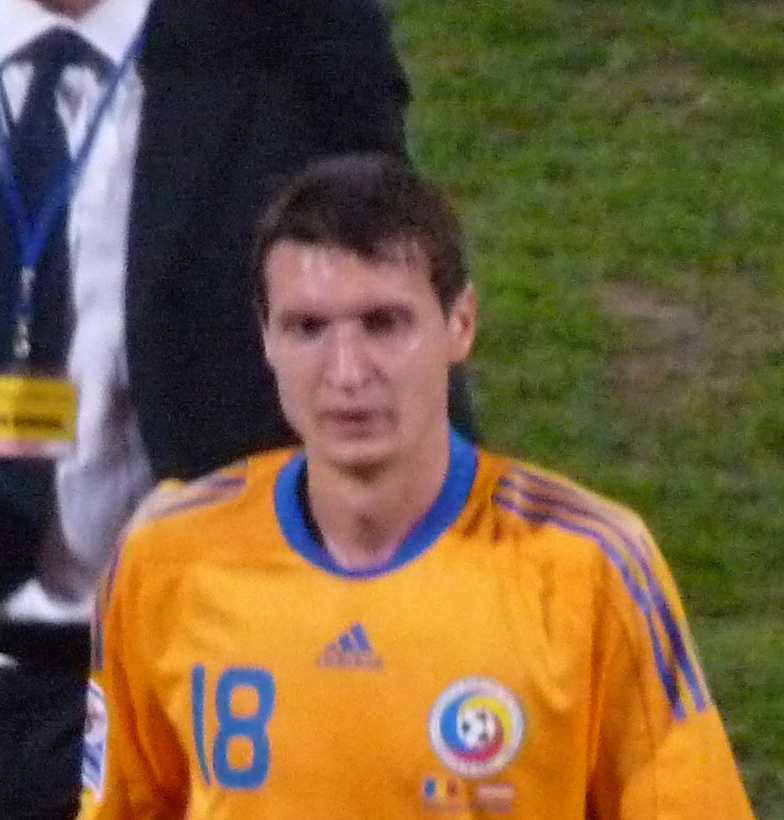
Йонуц Мазілу

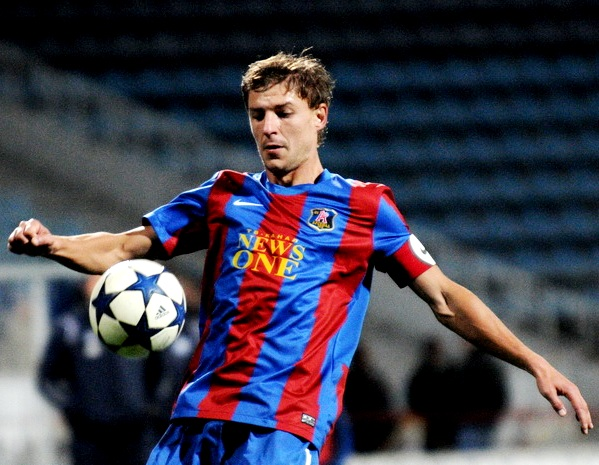
Максим Шацьких

## Умовні позначення
ІЧ — ігор у чемпіонаті України 

ГЧ — голів в чемпіонаті України 

ІК — ігор в Кубку України 

ГК — голів в Кубку України 

ІЄ — ігор у єврокубках 

ГЄ — голів в єврокубках 

## Статистика за країнами
12 —  Росія 

7 —  Грузія 

6 —  Хорватія 

5 —  Сербія 

4 —  Білорусь 

4 —  Бразилія 

3 —  Вірменія 

3 —  Камерун 

3 —  Литва 

3 —  Нігерія 

3 —  Румунія 

2 —  Аргентина 

2 —  Гана 

2 —  Молдова 

2 —  Польща 

2 —  Словаччина 

2 —  Франція 

1 —  Кюрасао 

1 —  Північна Македонія 

1 —  Португалія 

1 —  Того 

1 —  Туркменістан 

1 —  Угорщина 

1 —  Узбекистан 

1 —  Фінляндія 

1 —  Чорногорія 

1 —  Іран 

## Перелік тренерів-легіонерів

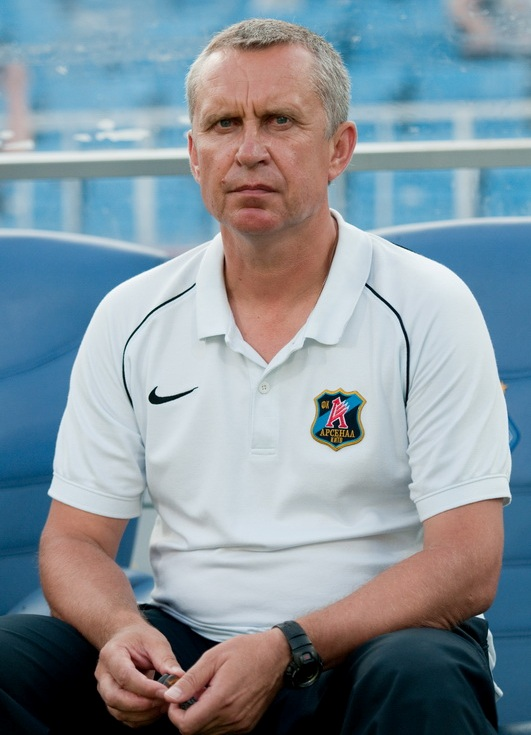
Леонід Кучук

Окрім присутності у клубі футболістів-легіонерів, слід відзначити й те, що з червня 2011 року по 1 січня 2013 командою керував іноземний наставник — представник Білорусі Леонід Кучук. Він став одним з найуспішніших тренерів в історії «Арсенала», вивівши команду до єврокубкових змагань. Окрім самого Кучука, у його тренерському штабі працював ще один білоруський спеціаліст — Андрій Сосницький.
Проте вищезазначені спеціалісти не були легіонерами-першопрохідцям у тренерському штабі «канонірів». На початку існування клубу в тренерському штабі В'ячеслава Грозного працювали громадяни Росії Володимир Муханов та Микола Леонов.
Крім того, головний тренер «Арсенала» Олександр Баранов, що очолював клуб з липня 2004 по листопад 2005 року, мав подвійне громадянство — українське та фінське.